# The King Bees
The King Bees es un equipo femenino de lucha libre profesional, conformada por Danni Bee y Charity King. Actualmente firmadas por la empresa National Wrestling Alliance. 

## Historia

### Circuito independiente (2022-presente)
El 10 de diciembre de 2022, Charity King y Danni Bee hicieron su primera aparición como un equipo llamado "The King Bees" durante un programa de Mission Pro Wrestling (MPW), donde desafiaron sin éxito a Bougie Reality (Madi Wrenkowski y Rache Chanel) por su Campeonato en Parejas de MPW en una Street Fight "Candy Cane Lane". El 20 de mayo de 2024, después de convertirse en las Campeonas Mundiales de Parejas Femeninas de NWA, The King Bees pusieron sus títulos en juego en un combate Winner Takes All, donde derrotaron a las Campeonas en Parejas de MPW Dream World (Kiah Dream & Maya World) para ganar sus títulos.

### National Wrestling Alliance (2023-presente)
El 14 de noviembre de 2023, en el episodio de NWA Powerrr, The King Bees hicieron su debut en la National Wrestling Alliance (NWA), donde desafiaron a Pretty Empowered (Ella Envy & Kylie Paige) por los Campeonatos Mundiales Femeninos en Parejas de NWA, sin embargo, no tuvieron éxito. El 27 de febrero de 2024, en el episodio de Powerrr, The King Bees derrotaron a Pretty Empowered para ganar sus títulos por primera vez. En la edición del 9 de abril de Hard Times, The King Bees derrotaron a Pretty Empowered una vez más en un combate de dos de tres caídas para retener sus títulos. El 1 de julio, NWA anunció que habían firmado con The King Bees un contrato exclusivo.

## Campeonatos y logros
- Mission Pro Wrestling
  - MPW Tag Team Champions (1 vez)[4]
- National Wrestling Alliance
  - NWA World Women's Tag Team Championship (1 vez)[3]
- Pro Wrestling Illustrated
  - Situadas en el Nº27 en el PWI Tag Teams 100 en 2024.[8]